# ハイド作戦
ハイド作戦 (Operation Hide) は、第二次世界大戦中の1940年12月にイギリス海軍のH部隊が実行した作戦。内容はマルタから西へ向かう、MG1船団（クラン・フレーザー、Clan Forbes）と戦艦マレーヤの護衛である。
参加艦艇は空母アーク・ロイヤル、巡洋戦艦レナウン（旗艦）、軽巡洋艦シェフィールド、駆逐艦11隻であった。H部隊は12月20日にジブラルタルから出撃し、一度大西洋へ出た後ジブラルタル海峡を通過して地中海に入った。途中、4隻の駆逐艦が船団の針路上の敵潜水艦を追い払うため先行した（シーク作戦、Operation Seek）。H部隊とMG1船団および戦艦マレーヤは12月22日に合流し、12月24日にジブラルタルに到着した。作戦中、H部隊は敵に発見されることはなかった。